# Асирия
 Тази статия е за древната държава.  За римската провинция вижте Асирия (римска провинция).  
Асирия е наименованието на древна държава намирала се основно в географската област Месопотамия, но също така обхващала земи в Мала Азия и Египет. Името Асирия идва от град Ашур – първи голям градски център. Ашур бил разположен на десния бряг на река Тигър. Градът имал водопровод и канализация.

## Възникване
Асирия възниква в горното течение на река Тигър в планинските райони на Североизточна Месопотамия. Това се случва някъде около 2000 г. пр. Хр., макар да са намерени следи и от по-ранни култури. По тези места хората се занимавали предимно с животновъдство, а в планините имало залежи на различни руди и строителен камък. Държавата се формира от различни етноси. През IV и III хилядолетие пр. Хр. се появяват семитите. Към краят на III хилядолетие пр. Хр. те вече преобладават. През II и I хилядолетие пр. Хр. проникват още множество племена.

## История
В историята на Асирия има 3 основни периода: староасирийски (20 – 16 век пр.н.е.), средноасирийски (15 – 11 век пр.н.е.) и новоасирийски (10 – 7 век пр.н.е.).

### Староасирийски период
Староасирийския период се датира от заселването на семитите до Първото военно-политическо издигане на Асирия (средата на II хилядолетие пр. Хр.)

### Средноасирийски период
Средноасирийския период е известен с първото военно-политическо издигане на Асирия (втора половина на II хилядолетие пр. Хр.)
В края на XII и началото на XI в. пр. н. е. асирийският цар Тиглат-Пилесар I се впуска в завоевания. В продължение на повече от 30 години асирийските армии ежегодно тръгват към Вавилония, Сирия, Финикия и източна Мала Азия, подлагат ги на грабеж и опустошение, отвличат в робство огромни маси от хора, облагат местните владетели с данъци. Периодът приключва с нашествие на арамеите от Арабския полуостров, нахлули в началото на XI в. пр. н. е.

### Новоасирийски период
Новоасирийския период е известен с второто военно-политическо издигане на Асирия в Предна Азия (първите 4 столетия на I хилядолетие пр. Хр.)
От края на X в. пр. н. е. Асирия възстановява военното си могъщество и подновява завоевателните набези срещу съседите си. Значителен подем има при управлението на Ашурнасирпал II и Шалманесер III, но след това Асирия отново влиза в период на застой и упадък, свързан с възхода на царство Урарту, разположено на Арменското плато.
Най-блестящият период в историята на Асирия започва в средата на VIII в. пр. н. е. при управлението на Тиглат-Пилесар III, който провел значителни административни и военни реформи. Създадена е професионална царска армия, добре обучена и организирана и достигаща над 120 хиляди души. Тя има различни родове войски с уеднаквено въоръжение (тежко и леко въоръжена пехота, тежка и лека конница, бойни колесници). Развиват се строителството (укрепяване на градовете, строеж на крепости), включително изграждане на мостове и пътища, обсадната техника, транспортът и снабдяването на армията.
Асирия завладява огромни територии, превръщайки се в господар на целия Близък Изток през VIII – VII в. пр. н. е. При управлението на Тиглат-Пилесар III и наследилите го на трона Салманасар V, Саргон II и Сенахериб завоевателните походи следват методично и с огън и меч разширяват сферата на асирийското могъщество. Военната експанзия достига своя връх през първата половина на VII в. пр. н. е., когато Асархадон покорява Древен Египет и се провъзгласява за фараон (671 г. пр. н. е.). Асирийската империя се простирала на хиляди километри от праговете на Нил до Арменското плато, от Средиземно море до Западен Иран и Персийския залив.
Непрестанните войни и усилията да се държат в подчинение покорените народи в огромната държава в крайна сметка изтощават нейните сили. През 606 г. пр. Хр. под напора на нахлулите външни врагове Мидия и Нововавилонското царство настъпва краят на Асирия. Столицата Ниневия, в която последният велик асирийски цар Ашурбанипал събрал огромна библиотека от над 20 хиляди глинени плочки с клинописни текстове, е превзета и разрушена.

## Култура и бит
Асирийците били изкусни строители. Те създали прекрасни градове и великолепно украсени дворци. Мъжете имали дълги бради и носели подобни на роби дрехи, а жените – туники с дълги ръкави и шал около раменете. Мъжете били пълни господари в семейството, а жените нямали никакво имущество. Те почитали много божества, но върховен бог бил Ашур, на чието име е наречен и главният им град.

## Карти
- Принудителното изселване на евреите от Палестина след завладяването на Израилското царство от Асирия през втората половина на 8 век пр.н.е.
- Териториална организация на Асирия по време на Ашурбанипал през 7 век пр.н.е.